# Pęsy
Pęsy – wieś w Polsce położona w województwie mazowieckim, w powiecie płońskim, w gminie Raciąż.
| SIMC    | Nazwa      | Rodzaj    |
| ------- | ---------- | --------- |
| 1057150 | Pensy Duże | część wsi |
| 1057166 | Pensy Małe | część wsi |

W latach 1975–1998 miejscowość administracyjnie należała do województwa ciechanowskiego.
Ciekawe miejsca: cmentarz wojskowy położony w pobliskim lesie.